# Свен-Оле Торсен
Свен-Оле Торсен (дан. Sven-Ole Thorsen; 24 вересня 1944, Копенгаген, Королівство Данія) — данський актор, каскадер і культурист.

## Активність
Торсен є чемпіоном з бодибілдингу, важкої атлетики та має чорний пояс із карате. Вперше з'явився в кіно у фільмі «Конан-варвар» (1982) як Торгрім. В Голлівуд прийшов 1985 року і часто грав у кіно разом з Арнольдом Шварценеггером, зокрема, у картинах: «Нечесна угода» (один із людей Петровити), «Червона спека» (знайомий Рости), «Хижак» (радянський агент у таборі повстанців), «Людина, що біжить» (особистий охоронець Кіліана). Крім того, він зіграв у фільмах: «Важка мішень», «Пацюки з супермаркету», «Джордж із джунглів» і «Гладіатор». Як гість грав у серіалах, таких як «Команда А» і «Рятувальники Малібу».

## Фільмографія
| Рік       |    | Українська назва                    | Оригінальна назва                            | Роль                         |
| --------- | -- | ----------------------------------- | -------------------------------------------- | ---------------------------- |
| 1977      | ф  |                                     | Pas på ryggen, professor                     | ставленик                    |
| 1982      | ф  | Конан-варвар                        | Conan the Barbarian                          | Торгрім                      |
| 1984      | ф  | Конан-руйнівник                     | Conan the Destroyer                          | Тогра                        |
| 1985      | ф  | Руда Соня                           | Red Sonja                                    | охоронець лорда Брітага      |
| 1986      | ф  | Нечесна угода                       | Raw Deal                                     | бородатий охоронець          |
| 1986      | с  | Команда А                           | The A-Team                                   | Рольф                        |
| 1987      | ф  | Смертельна зброя                    | Lethal Weapon                                | найманець                    |
| 1987      | ф  | Хижак                               | Predator                                     | російський офіцер            |
| 1987      | ф  | Людина, що біжить                   | The Running Man                              | Свен                         |
| 1987      | ф  | За бортом                           | Overboard                                    | Олаф, холуй Стейтона         |
| 1987—1988 | с  | Капітан Пауер і солдати майбутнього | Captain Power and the Soldiers of the Future | лейтенант Майкл «Танк» Елліс |
| 1988      | ф  | Червона спека                       | Red Heat                                     | Микола                       |
| 1988      | ф  | Близнюки                            | Twins                                        | Сем Клейн                    |
| 1989      | ф  | Рожевий «Кадиллак»                  | Pink Cadillac                                | головоріз                    |
| 1989      | тф | Капітан Пауер: Початок              | Captain Power: The Beginning                 | лейтенант Майкл «Танк» Елліс |
| 1990      | ф  | Полювання за «Червоним Жовтнем»     | The Hunt for Red October                     | Russian COB                  |
| 1990      | ф  | Абраксас, охоронець Всесвіту        | Abraxas, Guardian of the Universe            | Секундус                     |
| 1990—1991 | с  | Спалах                              | The Flash                                    | Омега / Швед / Таннер        |
| 1991      | ф  | Термінатор 2: Судний день           | Terminator 2: Judgment Day                   | охорона                      |
| 1991      | ф  | Харлей Девідсон і ковбой Мальборо   | Harley Davidson and the Marlboro Man         | Девід                        |
| 1992      | ф  | Смертельна зброя 3                  | Lethal Weapon 3                              | поплічник 2                  |
| 1992      | ф  | Немезида                            | Nemesis                                      | кіборг, який допитуе стару   |
| 1992      | в  | Безжалісний 2                       | Dead On: Relentless II                       | механік                      |
| 1993      | в  | Кіборг 2: Скляна тінь               | Cyborg 2: Glass Shadow                       | дверник                      |
| 1993      | ф  | Нема куди тікати                    | Nowhere to Run                               | ув'язнений                   |
| 1993      | ф  | Дракон: Історія Брюса Лі            | Dragon: The Bruce Lee Story                  | Демон                        |
| 1993      | ф  | Останній кіногерой                  | Last Action Hero                             | озброєний чоловік            |
| 1993      | ф  | Важка мішень                        | Hard Target                                  | Стефан                       |
| 1994      | ф  | В зоні смертельної небезпеки        | On Deadly Ground                             | Отто                         |
| 1994      | ф  | Зниклі мільйони                     | A Low Down Dirty Shame                       | головоріз                    |
| 1994      | кф |                                     | A Little Tailor's Christmas Story            | Шульц                        |
| 1995      | в  | Немає виходу                        | No Exit                                      | Даркона                      |
| 1995      | мс | Справжні монстри                    | Aaahh!!! Real Monsters                       | Ларс Гальверсон              |
| 1995      | ф  | Небезпечний                         | The Dangerous                                | Свен                         |
| 1995      | ф  | Швидкий та мертвий                  | The Quick and the Dead                       | Гатсон                       |
| 1995      | ф  | Саги вікінгів                       | The Viking Sagas                             | Гуннар                       |
| 1995      | ф  | Вигадливі щури                      | Mallrats                                     | Ла Фор                       |
| 1996      | ф  | Полювання на лиса                   | Fox Hunt                                     | величезний чоловік           |
| 1996      | ф  | Стирач                              | Eraser                                       | російський бойовик           |
| 1996      | ф  | Куленепробивний                     | Bulletproof                                  | озброєний у готелі           |
| 1996      | ф  | Як я врятував президента            | The Undercover Kid                           | терорист 1                   |
| 1996      | с  | Людина Ніде                         | Nowhere Man                                  | найманець                    |
| 1997      | с  | Ночі Малібу                         | Baywatch Nights                              | вікінг                       |
| 1997      | ф  | Джордж із джунглів                  | George of the Jungle                         | найманець                    |
| 1997      | ф  | Кулл-завойовник                     | Kull the Conqueror                           | Борна                        |
| 1997      | ф  | Загін відплати                      | The Bad Pack                                 | Свен                         |
| 1997      | тф | Опікун                              | The Guardian                                 | Байа                         |
| 1998      | тф | Хрещений батько ефіру               | Winchell                                     | німець                       |
| 1998      | с  | Приватний детектив Майк Хаммер      | Mike Hammer, Private Eye                     | Рольф                        |
| 1998      | с  | Рятівники Малібу                    | Baywatch                                     | Ганс Ульпан                  |
| 1998      | в  | Найкращий з найкращих 4             | Best of the Best 4: Without Warning          | Борис                        |
| 1999      | ф  | Дурний                              | Foolish                                      | Періс                        |
| 1999      | ф  | Долина смерті                       | Facade                                       | генерал Швейнкопф            |
| 1999      | ф  | Тринадцятий воїн                    | The 13th Warrior                             | Той, який був би королем     |
| 1999      | ф  | Кінець світу                        | End of Days                                  | головоріз                    |
| 2000      | ф  | Дублер                              | The Alternate                                | агент секретної служби       |
| 2000      | ф  | Гладіатор                           | Gladiator                                    | Тайгріс                      |
| 2001      | ф  | Бандити                             | Bandits                                      | охоронець на вежі            |
| 2001      | ф  | Шоссе 666                           | Route 666                                    | найманий вбивця              |
| 2001      | ф  | Вища честь                          | Extreme Honor                                | охоронець Бейкера 1          |
| 2001      | ф  | Хрящ                                | The Gristle                                  | хлопець м'ясника             |
| 2002      | ф  | Відшкодування збитків               | Collateral Damage                            | жертва вибуху                |
| 2002      | ф  | Ціна страху                         | The Sum of All Fears                         | Хафт                         |
| 2002      | кф |                                     | Hollywood Next 8 Exits                       | домовласник                  |
| 2003      | в  | Патруль часу 2: Берлінське рішення  | Timecop: The Berlin Decision                 | охоронець СС                 |
| 2003      | ф  | Ангели Чарлі: Тільки вперед         | Charlie's Angels: Full Throttle              | монгол з кулеметом           |
| 2003      | ф  | Скарб Амазонки                      | The Rundown                                  | здоровань                    |
| 2004      | ф  | Ю-429. Підводна в'язниця            | In Enemy Hands                               | Ганс                         |
| 2005      | ф  | Заручник                            | Hostage                                      | охоронець заручників         |
| 2007      | с  | Приватний детектив Енді Баркер      | Andy Barker, P.I.                            | головоріз 1                  |
| 2009      | с  | Крістіан                            | Kristian                                     | Свен Оле                     |
| 2011      | мф | Ронал-варвар                        | Ronal Barbaren                               | Генерал                      |
| 2015      | ф  |                                     | Jackie-O                                     | Каунт Одін                   |